# External Stowage Platform

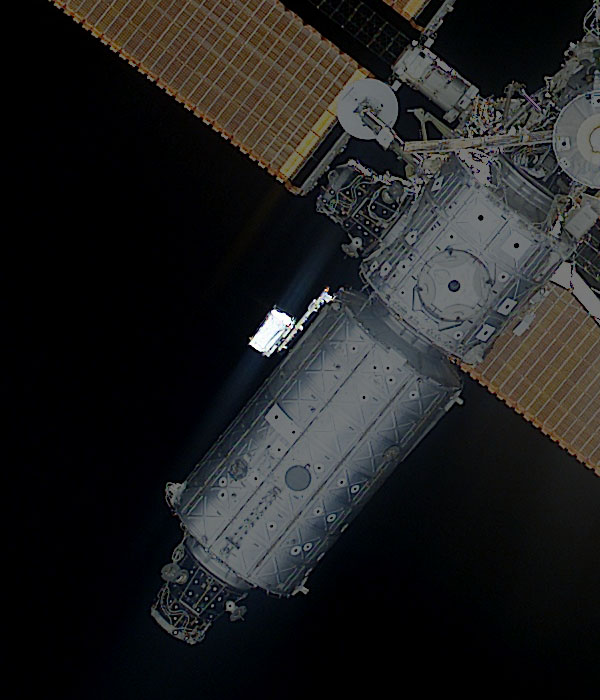
ESP-1 ist das rechteckige Objekt am Destiny-Modul

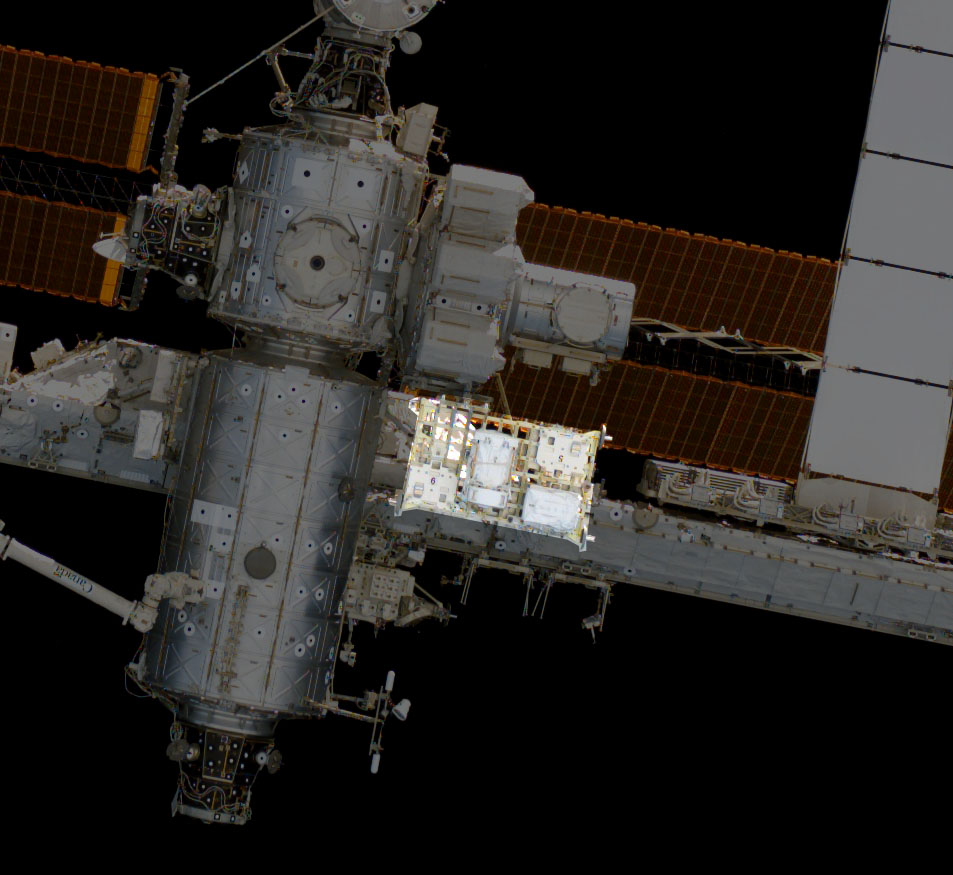
ESP-2 befindet sich unter der Quest-Luftschleuse

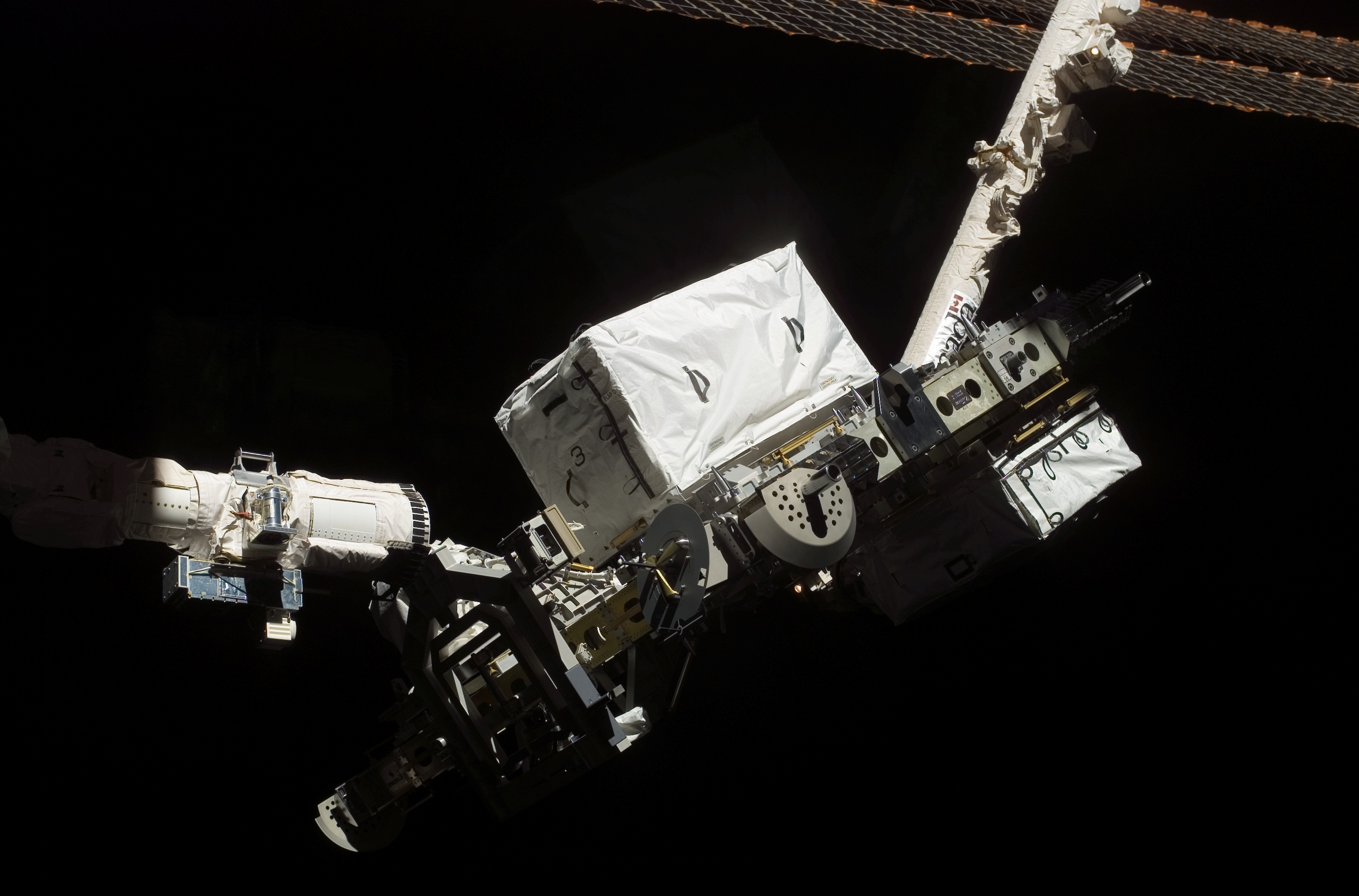
ESP-3 wird vom Shuttle-Arm an den Stationsarm übergeben

Die External Stowage Platforms (ESPs) sind drei Bauteile der Internationalen Raumstation (ISS). Jede ESP ist eine Einrichtung, die an der Außenseite der Raumstation angebracht ist und in der Ausrüstungs- und Ersatzteile, sogenannte Orbital Replacement Units (ORUs), untergebracht werden.

## ESP-1
Die erste External Stowage Platform, ESP-1, wurde mit dem Space-Shuttle-Flug STS-102 zur ISS transportiert. Am 13. März 2001 erfolgte während des zweiten Außenbordeinsatzes (EVA) die Installation an der Außenhülle des Destiny-Moduls.

## ESP-2
ESP-2 wurde am 3. August 2005 während des dritten Weltraumausstiegs der Mission STS-114 an der Quest-Luftschleuse montiert. ESP-2 ist wesentlich größer als ESP-1 und kann somit mehr Ersatzteile (ORUs) aufnehmen.
Ursprünglich waren auch vier Halterungen für Videokameras auf ESP-2 angebracht. Bei Außenbordeinsätzen wurden diese am 7. November 2005 am P1-Element, am 3. August 2006 am S1-Element, am 17. Juni 2007 am S3-Element und am 23. Juli 2007 am P1-Element angebracht.

## ESP-3
ESP-3 wurde am 14. August 2007 während der Space-Shuttle-Mission STS-118 installiert. Die Plattform besitzt acht Aufhängungen, an der bis zu sieben ORUs bzw. Ausrüstungsteile gelagert werden können. Die Plattform besitzt Handgriffe sowie Befestigungspunkte für Sicherheitsleinen sowie Fußrasten für Astronauten.
ESP-3 wurde anders als die beiden anderen ESPs ohne Weltraumausstieg nur mit den Roboterarmen der ISS und des Shuttles an der P3-Gitterstruktur befestigt. 
Derzeit sind folgende ORUs an ESP-3 befestigt:
- Battery Charge/Discharge Unit (BCDU) – Ein Lade- und Entladegerät für Akkus, die für eine gleichmäßige Stromversorgung während orbitaler Nachtphasen sorgen.
- Nitrogen Tank Assembly (NTA) – Ein Ersatzstickstofftank für einen der beiden Tanks, die an den S1- und P1-Gitterstrukturen angebracht sind. Die NTAs sorgen für einen gleichbleibenden Druck in den Ammoniaktanks, wenn diese ihren Inhalt in die Leitungen des Kühlkreislaufsystems abgeben.
- Pitch Roll Joint (P/R-J) – Ein von der Canadian Space Agency gebautes Ersatzgelenk für den Roboterarm der Raumstation.

Während des Starts von STS-118 war zudem ein Ersatzgyroskop auf ESP-3 befestigt. Dieses Gyroskop wurde während des zweiten Außenbordeinsatzes an der ISS angebracht und das fehlerhafte Gyroskop an ESP-2 befestigt, da durch die Entfernung von ESP-3 aus der Ladebucht des Space Shuttles keine Möglichkeit mehr bestand, das Bauteil zurück zur Erde zu befördern. Im Rahmen einer EVA bei STS-122 wurde es am Integrated Cargo Carrier der Raumfähre Atlantis befestigt und mit zur Erde transportiert.